# Lê Văn Kỷ
Lê Văn Kỷ (chữ Hán: 黎文紀; 1892-1959) là một nhà khoa bảng Việt Nam. Ông đỗ Tiến sĩ khoa Kỷ Mùi 1919, khoa thi Nho học cuối cùng trong lịch sử khoa cử Việt Nam.
Lê Văn Kỷ người thôn Lạc Thiên, xã Cổ Ngu, tổng Văn Lâm, huyện La Sơn, phủ Đức Thọ, tỉnh Hà Tĩnh (nay thuộc xã Trung Lễ, huyện Đức Thọ, tỉnh Hà Tĩnh). Ông là anh trai cả của giáo sư Lê Văn Thiêm, Tiến sĩ Khoa học toán học đầu tiên của Việt Nam.
Dòng họ Lê ở Trung Lễ là một gia tộc danh tiếng, có nhiều người đỗ giải nguyên như Lê Văn Tự, Lê Văn Huân, Lê Thước... Ông nội ông là Cử nhân Lê Văn Thống. Bà nội ông là Phan Thị Đại, chị ruột Tiến sĩ Phan Đình Phùng. Giải nguyên Lê Văn Huân là chú ruột của ông. Thân sinh ông là Lê Văn Nhiễu (1869-1929), Cử nhân khoa Canh Tý 1900, tuy đỗ đạt nhưng không ra làm quan, mà ở lại quê nhà dạy học, bốc thuốc, phụng dưỡng cha mẹ, nuôi dạy con cái. Ông là anh cả trong gia đình có 13 người con, với 8 con trai và 5 con gái.
Ảnh hưởng gia tộc có truyền thống khoa bảng, năm Mậu Ngọ 1918, ông thi đỗ Cử nhân, năm sau thi đỗ Đệ tam giáp đồng Tiến sĩ xuất thân khoa Kỷ Mùi niên hiệu Khải Định 4 (1919), khi mới 28 tuổi..
Sau khi đỗ đạt, do nhờ kiến thức y lý của thân phụ truyền dạy, ông được triều đình bổ dụng làm viện tại Thái y viện, thăng dần đến chức Phó ngự y, hàm tòng ngũ phẩm. Tuy nhiên, sớm nhận ra tiến bộ của của khoa học phương Tây, ông từ quan, chuyển sang học tiếng Pháp, thi rất nhanh qua nhiều bậc học và cuối cùng tốt nghiệp Trường Y Hà Nội. Sau khi tốt nghiệp, ông được chính quyền thực dân Pháp bổ dùng vào làm việc tại Quy Nhơn với tư cách là một y sĩ tại đây.
Ông qua đời năm 1959, tại Sông Cầu, Phú Yên. Mộ phần của ông hiện được an táng tại thôn Tiến Phú, xã Tiến Lợi, thành phố Phan Thiết, tỉnh Bình Thuận.